# فرایند شاخه‌ای
یک فرایند تصادفی را فرایند شاخه‌ای می‌گویند در این صورت که برای مدل کردن جمعیتی به کار رود که در آن هر فرد از نسل n به تعدادی تصادفی {\displaystyle \kappa _{n}} فرزند در نسل n+1 تولید کند، که {\displaystyle \kappa _{n}} در هر {\displaystyle n} از یک توزیع مشخص انتخاب می‌شود. به دلیل ثابت بودن تابع توزیع احتمال و وابسته بودن تعداد اعضا در هر نسل تنها به نسل قبل، این فرایند یک زنجیره مارکوف می‌سازد.این فرایندها به طور عمده برای مدل کردن تولید مثل در جمعیت‌های گوناگون به کار می‌روند، برای مثال در باکتری‌ها در هر پله ی زمانی {\displaystyle n} هر باکتری به ۰، ۱ یا ۲ باکتری (فرزند) تبدیل می‌شود و یا در رآکتور هسته‌ای می‌توان برای مدل کردن تقسیم نوترونها استفاده کرد.
تمرکز اصلی در نظریهٔ فرایندهای تصادفی احتمال انقراض است، که به حالتی اشاره دارد که پس از تعداد متناهی نسل، دیگر هیچ فردی باقی نماند. می‌توان نشان داد که با فرض شروع با یک نفر در نسل صفر، متوسط اندازهٔ نسل {\displaystyle n}-ام برابر است با {\displaystyle \mu ^{n}}، اگر متوسط تعداد فرزندان هر نفر {\displaystyle \mu } باشد. اگر {\displaystyle \mu <1} باشد، آنگاه تعداد متوسط افراد با سرعت به سمت صفر میل می‌کند که در این صورت طبق نابرابری مارکوف با احتمال ۱ منقرض می‌شود. از طرف دیگر، اگر {\displaystyle \mu >1} باشد، آنگاه احتمال انقراض کمتر از ۱ است. برای {\displaystyle \mu =1} ، در نهایت انقراض با احتمال ۱ رخ می‌دهد، مگر اینکه هر فرد دقیقاً یک فرزند داشته باشد.

## تابع مولد
ابزاری مهم برای تحلیل فرایند شاخه‌ای تابع مولد آن است. در نظر بگیرید، احتمال آن که یک عضو در نسل بعد k فرزند داشته باشد :{\displaystyle P_{1}(1,k)=p_{k}} باشد، در این صورت تابع مولد برای این فرایند به صورت زیر تعریف می‌شود:
{\displaystyle f(s)=\sum _{k=0}^{\infty }s^{k}p_{k}}
به صورت کلی s می‌تواند مختلط باشد. اگر n بار تکرار این تابع توزیع بر خودش را :{\displaystyle f_{n}(s)} تعریف کنیم، و تابع مولد احتمال را برای نسل nام به صورت :{\displaystyle f_{(n)}(s)} تعریف کنیم، با استفاده از مارکوفی بودن این فرایند و استفاده از معادله چپمن کولموگروف می‌توان نشان داد که:
{\displaystyle f_{(n)}(s)=f_{n}}
این رابطه نشان می‌دهد که با تکرار تابع مولد می‌توان تابع مولد را برای نسل nام بازسازی کرد. با استفاده از تابع مولد همچنین می‌توان میانگین و دیگر مقادیر آماری فرایند را پیدا کرد:
{\displaystyle EZ_{1}=\sum _{k=0}^{\infty }kP_{1}(1,k)=f^{\prime }(1)=m}
{\displaystyle EZ_{n}=\sum _{k=0}^{\infty }kP_{n}(1,k)=f_{n-1}^{\prime }(1)f^{\prime }(1)=...=[f^{\prime }(1)]^{n}=m^{n}}
ویژگی‌های ابتدایی این تابع توزیع (بر حسب s) به صورت خلاصه به شکل زیر است:
1. در بازه {\displaystyle [0,1]} همواره افزایشی است.
2. و {\displaystyle f(1)=1}.
3. اگر {\displaystyle m\leq 1} در بازه {\displaystyle [0,1)}: {\displaystyle t\leq f(t)} خواهد بود.
4. اگر {\displaystyle 1\leq m} در بازه :{\displaystyle [0,1)} معادله {\displaystyle f(t)=t} یک ریشه خواهد داشت.

ریشه معادله‌ی {\displaystyle f(t)=t} را  q اگر بنامیم، با توجه به مقدار میانگین فرایند (m) دو حالت می‌تواند اختیار کند:
1. {\displaystyle m\leq 1} و {\displaystyle q=1}
2. {\displaystyle m>1} و {\displaystyle q<1}

اگر تابع مولد را تکرار کنیم، نشان داده می‌شود که مقدار به دست آمده همواره به q نزدیک می‌شود، در نتیجه خواهیم داشت:
{\displaystyle lim_{n\rightarrow \infty }f_{n}(s)=q}

## انقراض
از مهم‌ترین کاربردهای فرایند شاخه‌ای، پیدا کردن احتمال انقراض در زمان (تعداد نسل) محدود است. انقراض به این معنا است که تعداد فرزندان در یک نسل برابر با 0 شود و از آن نسل به بعد هیچ نسلی عضوی نخواهد داشت. به عنوان یک مثال ساده اگر {\displaystyle p_{0}=0} باشد (یعنی احتمال آن که عضوی از خود فرزندی به جا نگذارد برابر با صفر باشد)، سیستم هیچ وقت منقرض نخواهد شد. برای سیستم‌های غیر بدیهی، احتمال انقراض وابسته به میانگین تابع احتمال (m) خواهد بود. 
ریشه‌ی معادله‌ی {\displaystyle f(t)=t} به عنوان احتمال انقراض سیستم شناخته می‌شود. با توجه به مقدار m سه حالت برای آن وجود خواهد داشت:
1. {\displaystyle m<1} و {\displaystyle q=1}، در نتیجه احتمال انقراض برابر با ۱ خواهد بود و حتماً منقرض می‌شود.
2. {\displaystyle m=1} و {\displaystyle q=1}، احتمال انقراض برابر با ۱ خواهد بود و سیستم به غیر از یک حالت خاص منقرض می‌شود. این حالت خاص وقتی است که {\displaystyle p_{1}=1} باشد و در نتیجه آن {\displaystyle p_{0}=0} خواهد بود. به این معنی که هر عضو حتماً از خود یک فرزند به جا می‌گذارد و مشخص است که در این حالت انقراض رخ نمی‌دهد. از این حالت خاص می‌توان نتیجه گرفت که واریانس احتمال (افت و خیزهای سیستم) تاثیری مهمی بر احتمال انقراض خواهند گذاشت.
3. {\displaystyle m>1} و {\displaystyle q<1}، مقدار به دست آمده برای ریشه احتمال انقراض را نشان می‌دهد که از ۱ کمتر است ولی برابر با صفر نیست.